# ダニエル・ハント・ジャンゼン

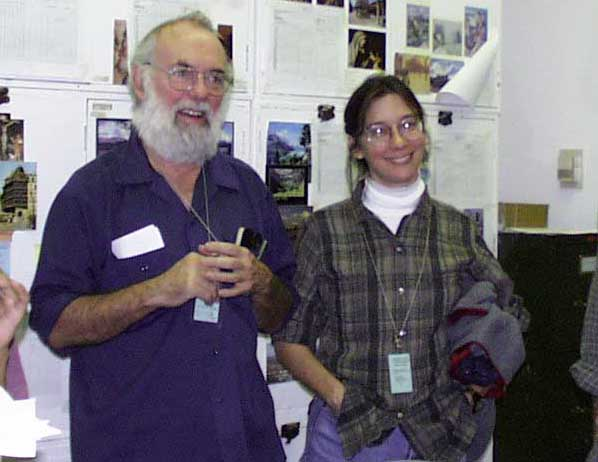
共同研究者のWinnie Hallwachsとダニエル・ハント・ジャンゼン(1998)

ダニエル・ハント・ジャンゼン（Daniel Hunt Janzen, 1939年1月18日 - ）は、アメリカ合衆国の熱帯生物学者。

## 経歴
ウィスコンシン州ミルウォーキー生まれ。ミネソタ大学を卒業後、1965年にカリフォルニア大学バークレー校で昆虫学の学位を取得。
ミシガン大学、シカゴ大学、カンザス大学等を経て現ペンシルベニア大学教授。
コスタリカにおいて、同国でも生物多様性の非破壊的利用を目指した国立生物多様性研究所 (INBio) の設立（1989年）は世界中の熱帯研究者、生態系保全に関わる人々の注目するところとなった。
1960年から1970年代にかけて中米コスタリカを中心に世界各地の熱帯林で研究し、卓越したナチュラリストの視点によって動物と植物の防衛や送粉・種子散布をめぐる共生関係、熱帯の生物の種多様性などに注目し数々の仮説を提唱した。

### 略歴
- 1961年　ミネソタ大学卒業
- 1965年　カリフォルニア大学バークレー校で博士号（昆虫学）取得
- 1969年　シカゴ大学準教授
- 1972年　ミシガン大学教授
- 1972年〜　コスタリカ国立公園機構研究顧問
- 1978年〜　ペンシルベニア大学教授
- 1989年   コスタリカ国立生物多様性研究所 (INBio) 設立

## 受賞経歴
- グリーソン賞-アメリカ植物学会(1975)
- クラフォード賞-スウェーデン王立アカデミー(1984)
- ジョセフ・ライディメダル-フィラデルフィア科学アカデミー(1989)
- シルバーメダル-国際生態化学協会(1994)
- 京都賞基礎科学部門-稲盛財団(1997)
- アルベルト・アインシュタイン世界科学賞(2002)

等多数

## 主な論文
- 1966年  Coevolution of mutualism between ants and acacias in Central America. Evolution
- 1970年  Herbivores and the number of tree species in tropical forests. American Naturalist
- 1971年  Euglossine bees as long-distance pollinators of tropical plants. Science
- 1973年  Sweep samples of tropical foliage insects: Effects of seasons, vegetation types, elevation, time of day and insularity. Ecology
- 1974年  Tropical blackwater rivers, animals and mast fruiting by the Dipterocarpaceae. Biotropica
- 1983年  (ed.) Costa Rican Natural History. Univ. of Chicago Press
- 1991年  How to save tropical biodiversity? American Entomologist

## 主な提唱仮説
- ジャンゼン・コンネル仮説